# 롤로 로이드
롤로 로이드(Rollo Lloyd, 1883년 3월 22일 ~ 1938년 7월 24일)는 미국의 배우이다.
애크런에서 태어났으며 로스앤젤레스에서 사망하였다.

## 영화
- 더 우먼 멘 메리 (1937년)
- 7번째 하늘 (1937년)
- 안소니 에드버즈 (1936년)
- 바르바리 해안 (1935년)
- 투데이 위 리브 (1933년)